# Guido Bontempi
Guido Bontempi (ur. 12 stycznia 1960 w Gussago) – włoski kolarz torowy i szosowy, dwukrotny medalista torowych mistrzostw świata.

## Kariera
Pierwszy sukces w karierze Guido Bontempi osiągnął w 1981 roku, kiedy zdobył srebrny medal w keirinie podczas mistrzostw świata w Brnie, gdzie wyprzedził go tylko Australijczyk Danny Clark. Dwa lata później, podczas mistrzostw świata w Zurychu zdobył kolejny srebrny medal, tym razem w wyścigu punktowym zawodowców, ulegając jedynie Ursowi Freulerowi ze Szwajcarii. Ponadto w 1980 roku brał udział w igrzyskach olimpijskich w Moskwie, gdzie dwukrotnie zajmował czwarte miejsce. Najpierw przegrał walkę o brązowy medal w wyścigu na 1 km z Davidem Wellerem z Jamajki, a następnie wraz z kolegami z reprezentacji uplasował się zaraz za podium w drużynowym wyścigu na dochodzenie. Startował także w wyścigach szosowych, zwyciężając między innymi w Giro del Piemonte (1983), Gandawa-Wevelgem (1986) oraz Tre Valli Varesine (1986 i 1991).